# Travensko
Travensko (německy Traungau) je historické území rozkládající se na velké části území moderní rakouské spolkové země Horní Rakousy. Travensko, existovalo na jihovýchodě této spolkové země, bylo na severu ohraničeno Dunajem, na východě Enží, na jihu současnou hornorakousko-štýrskou hranicí, na západě Hausruckem. Součástí území byla i Solná komora. Region byl původně součástí Štýrského vévodství (Traungauerové), na základě Budínského míru, jejž mezi sebou 3. dubna 1254 sjednali český král Přemysl Otakar II. a uherský král Béla IV., byl však od Štýrska definitivně oddělen a nakonec se stal součástí nově vzniklé země Horní Rakousy.